# Нахманович, Александр Львович
Александр Львович Нахманович (1 ноября 1924 год, село Пузово — 14 мая 1996 год) — председатель колхоза «Трудовой пахарь» Свердловского района Джамбулской области, Казахская ССР. Герой Социалистического Труда (1965). Депутат Верховного Совета Казахской ССР.

## Биография
Родился в 1924 году в крестьянской семье в селе Пузово (сегодня — деревня Весёлое, Копыльский район Минской области). В 1934 году его отца Лейбу Нахмановича вместе со семьёй сослали в Казахстан, где он работал агрономом-садоводом в свеклосовхозе «Джамбулский» Свердловского района.
После окончания семилетней школы трудился прицепщиком, счетоводом в свеклосовхозе. В 1942 году окончил Джамбулский статистический техникум по специальности «бухгалтер» и отправился добровольцем на фронт. После получения тяжёлого ранения в 1944 году демобилизовался и возвратился в Джамбулскую область, где стал работать учётчиком и управляющим отделением в свеклосовхозе «Джамбулский». Был избран председателем колхоза XXII съезда КПСС Джамбулского района и позднее — председателем колхоза «Красный пахарь» Свердловского района. В 1964 году без отрыва от производства окончил агрономический факультет Казахского государственного сельскохозяйственного института.
Внедрил бригадно-групповую организацию труда, в результате колхоз «Красный пахарь» вышел в передовые сельскохозяйственные предприятия Джамбулской области. Указом Президиума Верховного Совета СССР от 31 декабря 1965 года за успехи, достигнутые в повышении урожайности, увеличении производства и заготовок сахарной свеклы удостоен звания Героя Социалистического Труда с вручением ордена Ленина и золотой медали «Серп и Молот».
В 1970 году защитил диссертацию на соискание научной степени кандидата экономических наук. С 1972 года — начальник Джамбулского областного управления сельского хозяйства и с 1975 по 1992 года — председатель колхоза «Красный пахарь».
Трижды избирался депутатом Верховного Совета Казахской ССР 7-го, 9-го и 10-го созывов, делегатом XXV и XXVII съездов КПСС. Участвовал в работе III и IV съездов колхозников в Москве.
В 1992 году вышел на пенсию. Скончался в 1996 году.

## Награды
- Герой Социалистического Труда
- Орден Ленина
- Орден Октябрьской Революции
- Орден Дружбы народов
- Орден Отечественной войны 1 степени (11.03.1985)
- Орден Трудового Красного Знамени
- Медаль «За боевые заслуги» (6.11.1947)